# Kees Pellenaars
Cornelis Petrus (Kees) Pellenaars (Terheijden, 10 mei 1913 - Breda, 30 januari 1988) was een Nederlands wielrenner en ploegleider. Men noemde hem meestal kortweg: "Den Pel".

## Coureur
Als coureur was hij in 1934 de eerste Nederlander die wereldkampioen op de weg werd. Weliswaar bij de amateurs, maar het was toch uitzonderlijk omdat in die tijd het baanwielrennen in Nederland de boventoon voerde. Twee jaar later werd hij Nederlands kampioen.
Pellenaars was ook een uitstekend baanrenner, die vaak koppelkoersen reed samen met Cor Wals. Wals beweerde in 1979 tegenover Frits Barend en Henk van Dorp dat Pellenaars via hem ondersteunend lid van de Germaanse SS in Nederland werd, maar deze ontkende dat. Tijdens de Tweede Wereldoorlog reed hij, zoals de meeste coureurs, gewoon wedstrijden. In 1950 maakte een ernstig ongeluk een einde aan zijn actieve carrière: tijdens de Ronde van Duitsland reed hij met 80 kilometer per uur tegen een Amerikaanse legertruck op. Hij raakte zo zwaargewond dat een Belgische krant al een necrologie afdrukte.

## Ploegleider

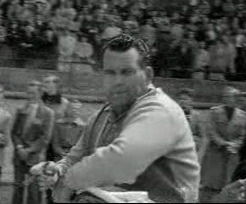
Kees Pellenaars als ploegleider in de Ronde van Frankrijk 1954

Een jaar later werd Pellenaars de nieuwe ploegleider van de Nederlandse ploeg in de Tour de France. Het werd een onvergetelijk debuut: Wim van Est veroverde als eerste Nederlander de gele trui en reed daarmee een dag later, tijdens de afdaling van de Col d'Aubisque, het ravijn in.
In de jaren daarna haalden coureurs als Van Est, Gerrit Voorting en Wout Wagtmans de nodige overwinningen en gele truien en verdienden veel geld. De Tour, en ook Pellenaars, werd in Nederland zeer populair. Hij was een van de weinige Nederlanders die thuis waren in de wielerwereld met zijn bedenkelijke trekjes. Toch ondervond hij ook veel tegenstand, want hij was een autoritaire leider en een ondiplomatieke man. In 1956 was hij het middelpunt van een rel, toen hij Van Est niet in de Tour-ploeg opnam. Woedende supporters wilden hem een lesje komen leren, waarop hij een groot bord op de gevel van zijn huis bevestigde: "Hier is 't." Zijn biografie draagt de titel: "Daar was 't".
Het jaar erop werd hij door de KNWU aan de kant geschoven. Daarna was hij jarenlang leider van de Televizier- en Goudsmit Hoff-equipes. Zijn meest succesvolle renner in die tijd was Henk Nijdam, maar de grootste troef van het Nederlandse wielrennen, Jan Janssen, reed niet voor hem. Dat kon Pellenaars moeilijk verkroppen, vandaar waarschijnlijk zijn bekende uitspraak, gedaan tijdens de Tour van 1968: "Als Janssen de Tour kan winnen, kan mijn schoonmoeder het ook."
Halverwege de jaren 70 trok Kees Pellenaars zich uit de wielersport terug. Hij overleed in 1988, 74 jaar oud.

## Belangrijkste overwinningen
1934
- Wereldkampioen op de weg, Amateurs

1936
- Nederlands kampioen op de weg, elite
- Zesdaagse van Parijs; + Adolf Schön

1937
- Zesdaagse van Kopenhagen; + Frans Slaats

1938
- Zesdaagse van Gent; + Frans Slaats

1939
- Zesdaagse van Brussel; + Frans Slaats

1949
- 3e etappe Ronde van Nederland
- 9e etappe deel B Ronde van Nederland

## Tourdeelnames
geen
- Biografisch Portaal: 98201444
- International Standard Name Identifier: 0000 0003 9320 5007
- Nederlandse Thesaurus van Auteursnamen: 071816429
- Virtual International Authority File: 287405619